# Sveti Peter
Sveti Peter (razločitev)
Sveti Peter, izraelski ribič, nato apostol Jezusa Kristusa, prvi rimski škof (papež), mučenec in svetnik, * ?, Betsajda, Galileja, † 64 ali 67, Rim.
Njegovo izvirno ime je bilo Simon Jonov sin (hebrejsko oziroma aramejsko: שמעון בן יונה‎ [Šimun bar Jona, Simon bar Jona]), Jezus pa mu je dal vzdevek Skala (aramejsko: כיפא‎ [Kefa], grško: starogrško Πέτρος [Petros], latinsko: Petrus). Poenostavljeno latinsko obliko vzdevka danes uporabljamo kot ime tega svetnika - Peter (včasih tudi Simon Peter). V upodobitvah ga prepoznamo po dveh atributih - v eni roki ima ključe (s katerimi »odpira nebeška vrata«), v drugi pa knjigo.

## Življenjepis
Peter je bil doma v ribiški vasi Betsajdi onstran Genezareškega jezera. Očetu je bilo ime Janez (izvirno Jona), brat Andrej pa je bil ravno tako kot Peter ribič. Živel je v Kafarnaumu in bil je oženjen. Evangelisti omenjajo njegovo taščo, ki jo je Jezus ozdravil (Mr 1,31; Lk 4,39). Poročila o tem, kako je Jezus poklical Petra za apostola, se nekoliko razlikujejo. Po zapustitvi prejšnjega življenja sta se skupaj z ženo pridružila Jezusu in hodila z njim  (1 Kor 9,5).
V prvih dneh Cerkve po Gospodovem vnebohodu je imel Peter v njej odločilno vlogo. Vodil je volitev Matije za apostola namesto odpadlega Juda (Apd 1,12-26). Na binkoštni dan je nagovoril množico; spregovoril je o Jezusu kot o tistem, v katerem so se uresničile preroške napovedi in mesijanska pričakovanja ter še posebej poudaril, da je »tega Jezusa Bog obudil in mi vsi smo temu priče« in da je njega »Bog naredil za Gospoda in Maziljenca« (Apd 2,14-26). Ta Petrov binkoštni govor lahko označimo kot prvo katehezo in kot pravzor vsemu učenju Cerkve. On je sprejel v Cerkev prvega pogana, stotnika Kornelija (Apd 10,1-48), imel je odločilno besedo na apostolskem zboru v Jeruzalemu (Apd 15,6-29), kjer so določali, naj se tistim, ki iz poganstva vstopajo v Cerkev, ne nalaga bremen Mojzesove postave. Sicer pa so podatki o petrovem življenju in delovanju zelo skopi. Znano je, da je bil leta 48/49 na apostolskem zboru v Jeruzalemu, Pavlovo pismo Galačanom omenja njegovo bivanje v Antiohiji (Gal 2,11-14), začetek prvega Petrovega pisma kaže na njegovo delovanje v maloazijskih krajih.
Apostol Peter je umrl mučeniške smrti okoli leta 64 n. št., med preganjanjem kristjanov pod cesarjem Neronom. Po izročilu je bil Peter križan z glavo navzdol, saj se je čutil nevrednega, da bi umrl na enak način kot Jezus. Njegovo telo so pokopali v bližini Neronovega cirkusa, na mestu,  kjer danes stoji Bazilika svetega Petra v Vatikanu.

## Dela
- 1. Petrovo pismo (Sveto pismo)
- 2. Petrovo pismo (Sveto pismo)
- Evangelij po Petru (domnevno), apokrif, delno ohranjen
- Razodetje po Petru (domnevno), apokrif

Za druga dela, ki so pripisana njemu, glej Novozavezni apokrifi.

## Galerija
- Petrovo križanje
(Filippino Lippi, med 1481 in 1482)
- Petru je posvečena rimska bazilika, največja cerkev na svetu. V kripti pod njo se nahajajo apostolove kosti
- Grob svetega Petra v baziliki
- Kip svetega Petra v vatikanski baziliki